# Karl Bernhardi
Karl Bernhardi (ur. 5 października 1799 w Ottrau, zm. 1 sierpnia 1874 w Kassel) – niemiecki polityk. Od 1848 roku był posłem do Parlamentu Frankfurckiego, a od 1867 posłem do północnoniemieckiego Reichstagu oraz deputowanym do Pruskiej Izby Reprezentantów.

## Życiorys
Ukończył studia teologiczne w Magdeburgu. Został wykładowcą na uniwersytecie w Leuven, a następnie bibliotekarzem akademickim. W 1829 roku został powołany na stanowisko pierwszego bibliotekarza w Bibliotece Państwowej w Kassel, zastępując w tym miejscu Jacoba Grimma. Pracował tam przez 44 lata. W 1834 roku otworzył w Kassel Instytut Wychowawczy dla Ubogich Chłopców (niem. Anstalt zur Erziehung armer und verwahrloster Knaben). W latach 1845–1846 wydawał katolicki tygodnik Kirchenfreund

### Działalność polityczna
Od 1835 do 1840 roku zasiadał w zarządzie Komitetu Obywatelskiego Miasta Kassel. W 1848 roku został wybrany Frankfurckiego Zgromadzenia Narodowego, w którym to związał się z partią umiarkowano-liberalną prowadzoną przez Heinricha von Gagerna. W 1867 roku został wybrany do północnoniemieckiego Reichstagu, zasiadł także w Pruskiej Izbie Reprezentantów. Dołączył do Partii Narodowo-Liberalnej. W 1870 roku zrezygnował z działalności politycznej.
Zmarł 1 sierpnia 1874 roku w Kassel.

## Życie prywatne
W 1838 roku ożenił się z Idą Engelhard, z którą miał czworo dzieci.

## Wyróżnienia
- Honorowy Obywatel Miasta Kassel (1859)[2][5]